# الحبيب التوهامي
الحبيب التوهامي أو الحبيب التهامي هو سياسي واقتصادي تونسي، مختص في القضايا الاجتماعية.

## السيرة الذاتية
في 14 أكتوبر 1983 تم تعيينه في منصب وزير الصحة العمومية في حكومة محمد المزالي، وبقي في هذا المنصب لمدة قصيرة، حيث غادر الوزارة في 20 يناير 1984.

يكتب الحبيب التوهامي بانتظام على مجلة ليدرز التونسية بنسختيها الورقية والإلكترونية باللغتين العربية والفرنسية.

## روابط خارجية
- صفحته الشخصية على تويتر.